# Step Czujski
Step Czujski (ros.: Чуйская степь, Czujskaja stiep´) – kotlina śródgórska w Rosji, w południowo-wschodniej części Ałtaju, w górnym biegu rzeki Czui, pomiędzy Górami Kurajskimi na północy i Górami Południowoczujskimi na południu. Leży na wysokości 1750–2200 m n.p.m., rozciąga się na długości 70 km i szerokości 30-40 km. Kotlina zbudowana z osadów glacjalnych i jeziorno-rzecznych. Dominuje krajobraz półpustynny; teren wykorzystywany do wypasu zwierząt. Przez kotlinę biegnie droga, która prowadzi do przejścia granicznego z Mongolią.